# 500 miles d'Indianapolis 1934

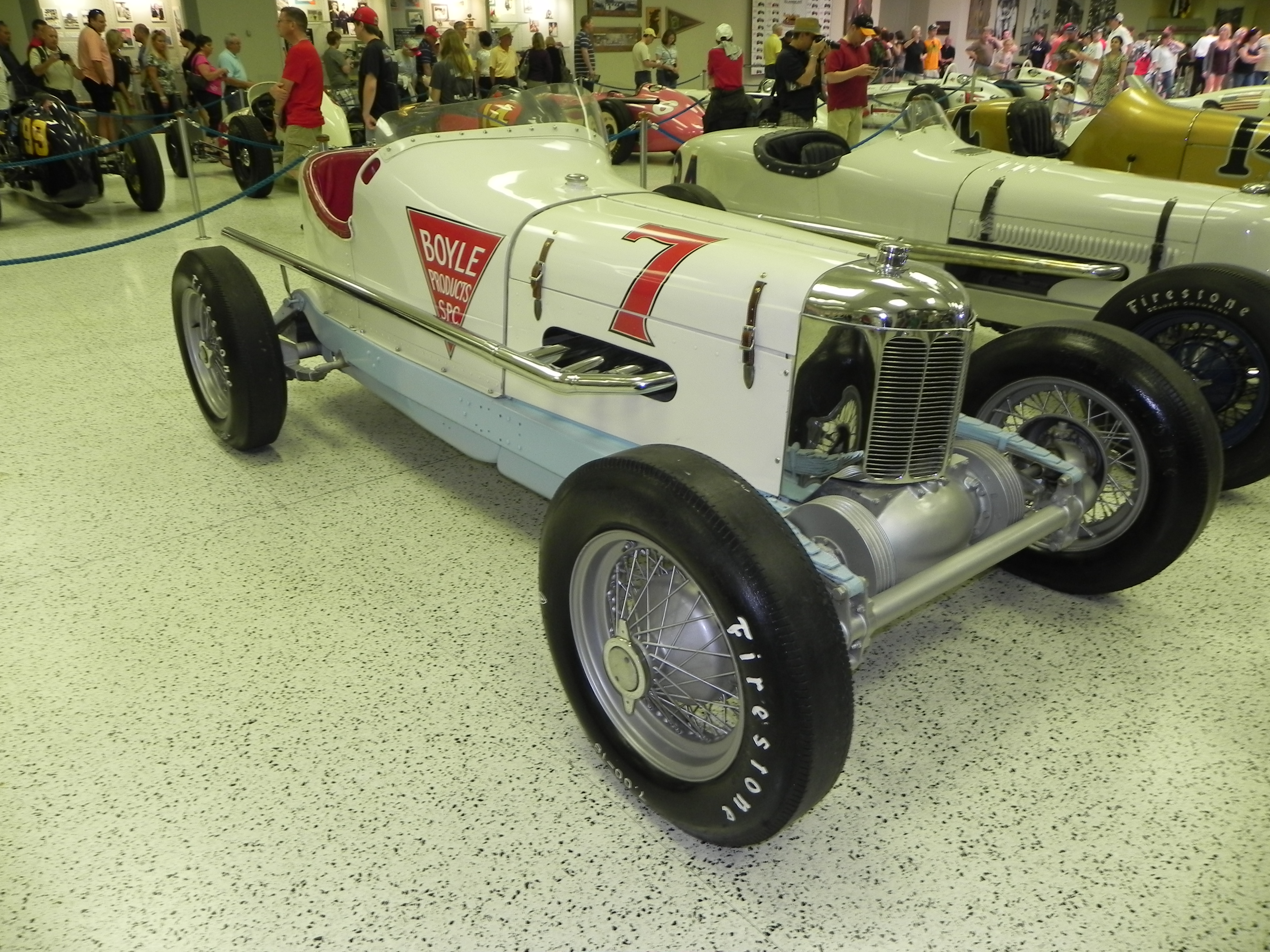
La Miller de Bill Cummings, victorieuse de l'édition 1934 des 500 miles d'Indianapolis.

Les 500 miles d'Indianapolis 1934, courus sur l'Indianapolis Motor Speedway et organisés le vendredi 30 mai 1934, ont été remportés par le pilote américain Bill Cummings sur une Miller (en).

## Grille de départ
| Ligne | Intérieur         | Centre              | Extérieur             |
| 1     | Kelly Petillo     | Wilbur Shaw         | Frank Brisko          |
| 2     | Mauri Rose        | Chet Gardner        | Phil Shafer           |
| 3     | Tony Gulotta (en) | Al Miller           | Russ Snowberger       |
| 4     | Bill Cummings     | Ralph Hepburn       | George Barringer (en) |
| 5     | Louis Meyer       | Herb Ardinger       | Shorty Cantlon        |
| 6     | George Bailey     | Al Gordon           | Cliff Bergere         |
| 7     | Deacon Litz       | Lou Moore           | Johnny Sawyer         |
| 8     | Dave Evans        | Rex Mays            | Joe Russo (en)        |
| 9     | Dusty Fahrnow     | Doc MacKenzie       | Rick Decker           |
| 10    | Charles Crawford  | Stubby Stubblefield | Harry McQuinn         |
| 11    | Gene Haustein     | Chet Miller         | Johnny Seymour        |

La pole a été réalisée par Kelly Petillo à la moyenne de 192,041 km/h.

## Classement final
| no | Pilote                | Voiture                 | Tours | Temps/Abandon     |
| 1  | Bill Cummings         | Miller                  | 200   |                   |
| 2  | Mauri Rose            | Stevens-Miller          | 200   |                   |
| 3  | Lou Moore             | Miller                  | 200   |                   |
| 4  | Deacon Litz           | Miller                  | 200   |                   |
| 5  | Joe Russo (en)        | Duesenberg              | 200   |                   |
| 6  | Al Miller             | Rigling-Buick           | 200   |                   |
| 7  | Cliff Bergere         | Weil-Miller             | 200   |                   |
| 8  | Russ Snowberger       | Snowberger-Studebaker   | 200   |                   |
| 9  | Frank Brisko          | Miller                  | 200   |                   |
| 10 | Herb Ardinger         | Graham                  | 200   |                   |
| 11 | Kelly Petillo         | Adams-Miller            | 200   |                   |
| 12 | Stubby Stubblefield   | Duesenberg-Cummins      | 200   |                   |
| 13 | Charles Crawford      | Ford                    | 110   | aux stands        |
| 14 | Ralph Hepburn         | Miller                  | 164   | mécanique         |
| 15 | George Barringer (en) | Miller                  | 161   | mécanique         |
| 16 | Phil Shafer           | Rigling-Buick           | 130   | mécanique         |
| 17 | Tony Gulotta (en)     | Cooper-Studebaker       | 94    | mécanique         |
| 18 | Louis Meyer           | Stevens-Miller          | 92    | réservoir d'huile |
| 19 | Dave Evans            | Duesenberg-Cummins      | 81    | transmission      |
| 20 | Shorty Cantlon        | Stevens-Miller          | 76    | mécanique         |
| 21 | Chet Gardner          | Stevens-Miller          | 72    | mécanique         |
| 22 | Al Gordon             | Adams-Miller            | 66    | accident          |
| 23 | Rex Mays              | Duesenberg-Miller       | 53    | mécanique         |
| 24 | Dusty Fahrnow         | Cooper                  | 28    | mécanique         |
| 25 | Johnny Sawyer         | Miller-Lencki           | 27    | mécanique         |
| 26 | Johnny Seymour        | Adams-Miller            | 22    | boîte de vitesses |
| 27 | Rick Decker           | Miller                  | 17    | embrayage         |
| 28 | Wilbur Shaw           | Stevens-Miller          | 15    | fuite d'huile     |
| 29 | Doc MacKenzie         | Mikan Carson-Studebaker | 15    | accident          |
| 30 | Gene Haustein         | Hudson                  | 13    | accident          |
| 31 | Harry McQuinn         | Rigling-Miller          | 13    | mécanique         |
| 32 | George Bailey         | Snowberger-Studebaker   | 12    | accident          |
| 33 | Chet Miller           | Ford                    | 11    | accident          |

## Sources
- (en) Résultats complets sur le site officiel de l'Indy 500